# Dislocation Dance
Dislocation Dance var ett postpunk-band från Manchester i England bildat 1978. Deras musik bär klara spår från både Burt Bacharach och band som Gang of Four.

## Diskografi
Album
- Music Music Music (1981)
- Midnight Shift (1984)
- BBC Sessions (1999)
- Cromer (2005)
- The Ruins of Manchester (2012)

EPs
- Dislocation Dance (1980)
- Slip That Disc (1981)

Singlar
- "Rosemary" (1982)
- "You'll Never Know" (1982)
- "Violette" (1983)
- "Show Me" (1983)
- "What's Going On" (1985)